# كنيسة مارجرجس (اللاذقية)
وتسمى أيضا كنيسة جاورجيوس وهي من أشهر كنائس اللاذقية و أضخمها.
سميت على اسم القديس جاورجيوس اللابس الظفر، لا توجد معلومة وافية حول التاريخ الحقيقي لبناء الكنيسة، لكن الواضح هو أنها كانت متصدعة و رممت 1723 م، وكان في ضمنها يوجد هيكل مارتا وضروس ثم هدم وضم إلى الكنيسة عند تجديدها عام 1848م.

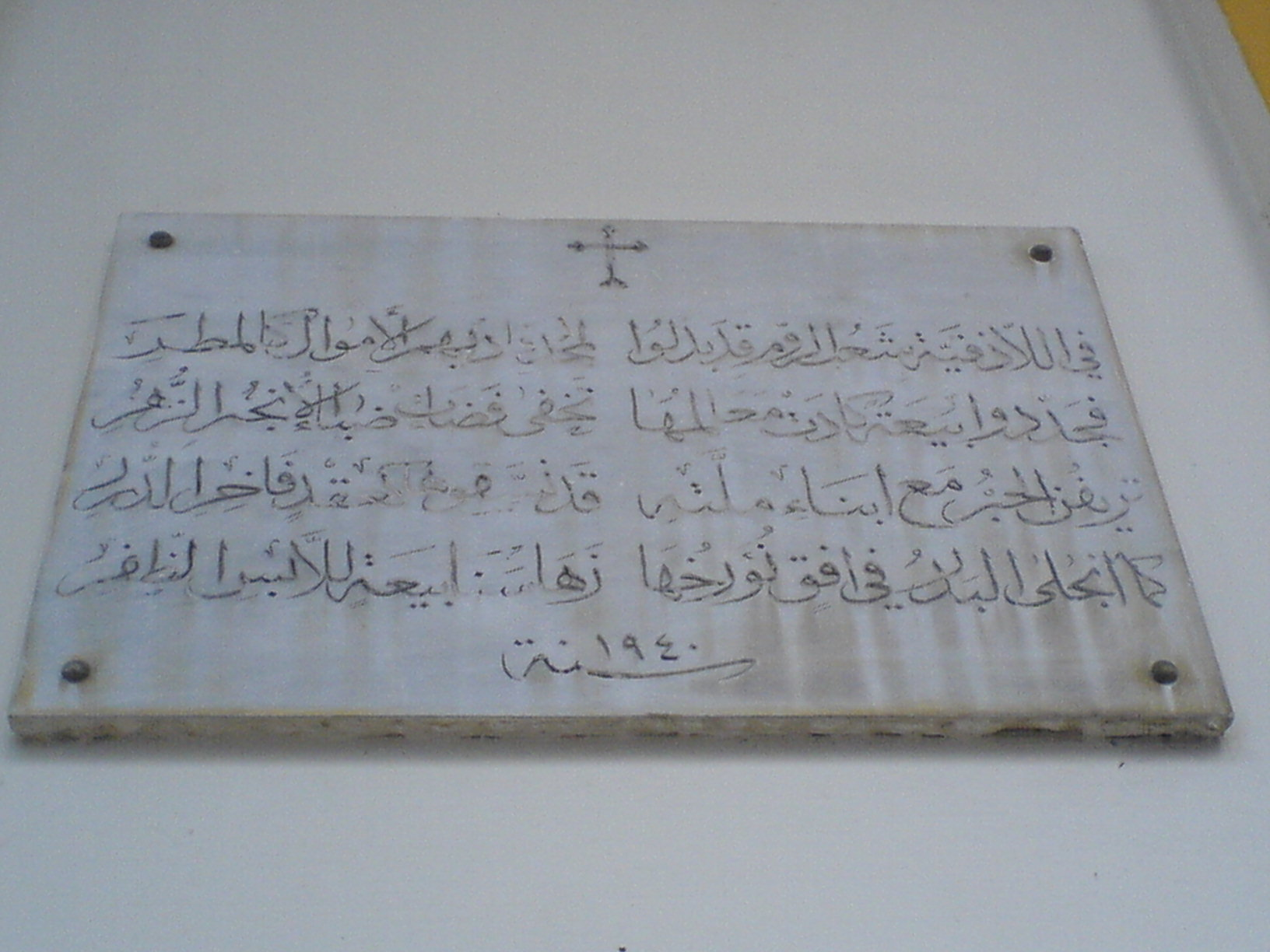
الأبيات شعرية في كنيسة مارجرجس في اللاذقية

أعيد تجديد بناء هذه الكنيسة عام 1940م على عهد المطران تريفن راعي أبرشية اللاذقية يومذاك. كما يستفاد من النقوش الموجودة على اللوحتين الرخاميتين المثبتتين على الجدارين القبلي و الغربي فعلى لوحة الجدار القبلي نقشت الأبيات التالية:
وعلى اللوحة الموجودة على الجدار الغربي نقشت هذه الأبيات: